# دنيس ماركس
دنيس ماركس (بالإنجليزية: Dennis Marks)‏ هو كاتب بريطاني، ولد في 2 يوليو 1948، وتوفي في 2 أبريل 2015.

## وصلات خارجية
- دنيس ماركس على موقع ديسكوغز (الإنجليزية)